# Tour de l'Índia
El Tour de l'Índia eres una sèrie de competicions ciclistes d'un sol dia que es disputen a diferents ciutats de l'Índia. La primera edició data del 2010 i es va córrer a Bombai. En altres anys també s'hi van afegir altres ciutats com Nasik, Srinagar, Delhi i Jaipur. Al llarg de la història ha rebut diferents noms com Mumbai Cyclothon o CFI International. Van formar part del calendari de l'UCI Àsia Tour.

## Palmarès

### Bombai
| Any  | Vencedor                     | Segon                             | Tercer          |
| ---- | ---------------------------- | --------------------------------- | --------------- |
| 2010 | Juan José Haedo              | Dirk Müller                       | Tobias Erler    |
| 2011 | Robert Hunter                | Elia Viviani                      | Jonathan McEvoy |
| 2012 | Navuti Liphongyu             | Nikita Panassenko                 | Matthias Plarre |
| 2013 | Nur Amirul Fakhruddin Mazuki | Mohamed Zulhilmi Afif Ahmad Zamri | Sachin Kumar    |

### Nasik
| Any  | Vencedor     | Segon         | Tercer     |
| ---- | ------------ | ------------- | ---------- |
| 2011 | Elia Viviani | Robbie McEwen | Tayler Day |

### Srinagar
| Any  | Vencedor          | Segon              | Tercer                |
| ---- | ----------------- | ------------------ | --------------------- |
| 2012 | Ahmed Al Mansouri | Thomas John Naveen | Sarawut Sirironnachai |

### Delhi
| Any  | Vencedor              | Segon                        | Tercer          |
| ---- | --------------------- | ---------------------------- | --------------- |
| 2012 | Nikita Panassenko     | Matthias Plarre              | Abdullo Akparov |
| 2013 | Mohd Nor Umardi Rosdi | Nur Amirul Fakhruddin Mazuki | Sat Bir Singh   |

### Jaipur
| Any  | Vencedor                | Segon            | Tercer             |
| ---- | ----------------------- | ---------------- | ------------------ |
| 2013 | Anwar Azis Muhd Shaiful | Sangamesh Talwar | Abhinandan Bhosale |